# Lorenzkirche (Drößnitz)

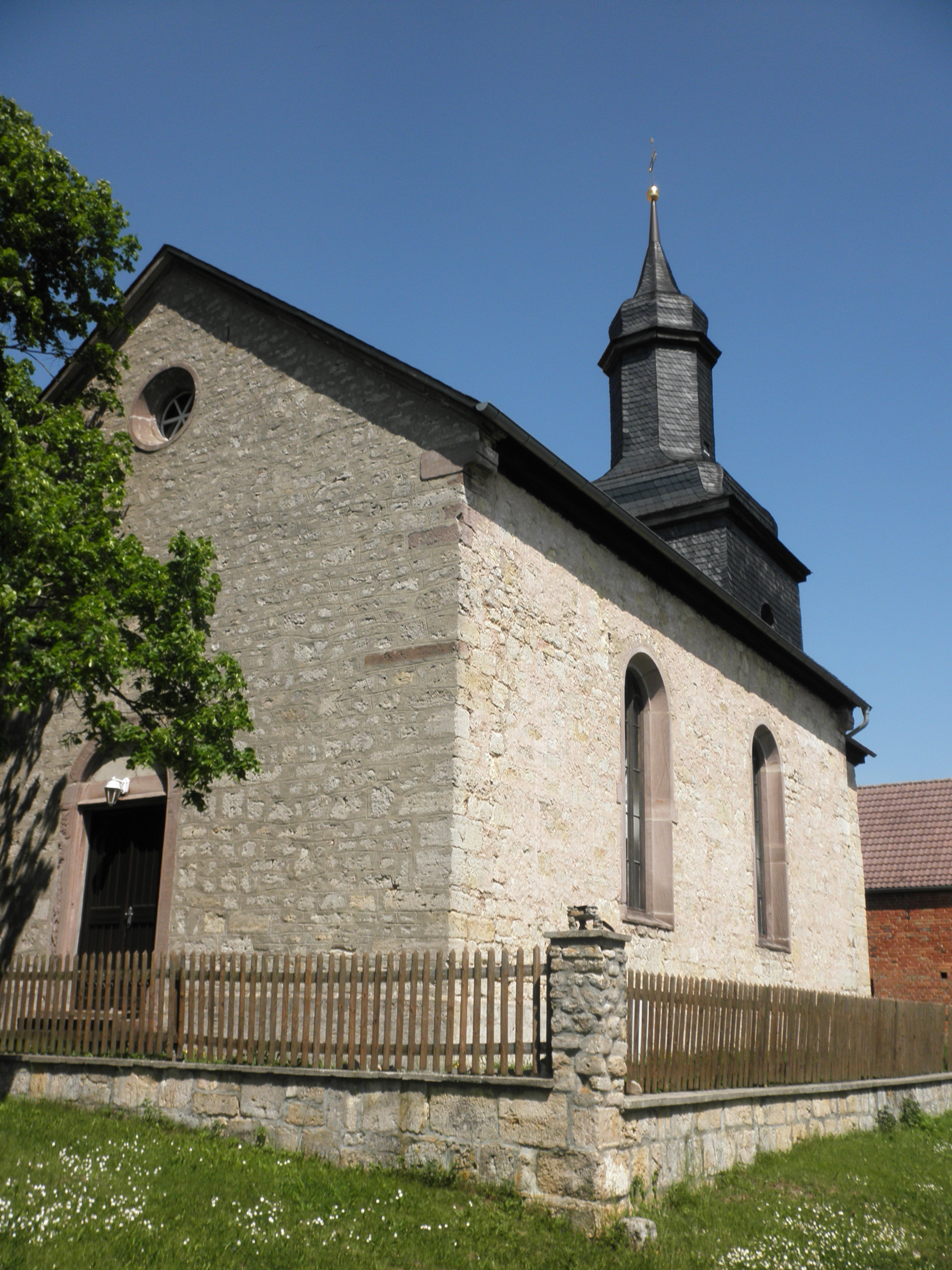
Die Kirche

Die evangelische Lorenzkirche, die Dorfkirche im Ortsteil Drößnitz der Stadt Blankenhain im Landkreis Weimarer Land in Thüringen, steht mit Kirchhof und dorfprägenden Bäumen im westlichen Teil des Ortes.

## Geschichte
Im Jahr 1534 wurde erstmals ein Gotteshaus in Drößnitz erwähnt. Eine Kapelle wurde auch genannt. Das nach 1866 umgebaute Kirchengebäude besitzt einen klassizistischen Innenraum.
Ein Epitaph und einen Taufengel besitzt die Kirche aus einer früheren barocken Kirche, die an gleicher Stelle stand.
Das romanische Taufbecken stammt aus der Laurentius Wallfahrtskirche des ehemaligen Augustinerklosters von Pfarrkeßlar.